# Upper Arley
Upper Arley är en ort och civil parish i Storbritannien.   Den ligger i grevskapet Worcestershire och riksdelen England, i den södra delen av landet, 180 km nordväst om huvudstaden London. Upper Arley ligger 30 meter över havet och antalet invånare är 645.
Terrängen runt Upper Arley är huvudsakligen platt. Upper Arley ligger nere i en dal. Runt Upper Arley är det tätbefolkat, med 308 invånare per kvadratkilometer. Närmaste större samhälle är Dudley, 19,9 km nordost om Upper Arley. Runt Upper Arley är det i huvudsak tätbebyggt.